# Брендон Гоук
Брендон Гоук (англ. Brandon Hawk; нар. 3 вересня 1979) — колишній американський тенісист.
Найвищу одиночну позицію світового рейтингу — 277 місце досяг 20 серпня 2001, парну — 154 місце — 18 лютого 2002 року.
Найвищим досягненням на турнірах Великого шолома було 2 коло в парному розряді.

## Титули на челленджерах

### Одиночний розряд: (1)
| Ранг | Рік  | Турнір          | Покриття | Суперник     | Рахунок   |
| ---- | ---- | --------------- | -------- | ------------ | --------- |
| 1.   | 2000 | Пуебла, Мексика | Тверде   | Антоні Дюпюї | 7–66, 6–3 |

### Парний розряд: (2)
| Ранг | Рік  | Турнір        | Покриття | Партнер        | Суперники                  | Рахунок        |
| ---- | ---- | ------------- | -------- | -------------- | -------------------------- | -------------- |
| 1.   | 2001 | Аптос, США    | Тверде   | Роберт Кендрік | Келлі Ґаллетт Ґевін Сонтаґ | 7–5, 7–5       |
| 2.   | 2001 | Керрвілл, США | Тверде   | Роберт Кендрік | Марді Фіш Джефф Моррісон   | 6–3, 6–77, 6–3 |